# Lauri Lepistö
Lauri Lepistö, född 19 september 1996, är en en finländsk längdskidåkare. Han representerar Jämin Jänne. Han representerade tidigare Kouvola Hiihtoseura.
Lepistö tävlade i världscupen för första gången i Ruka i november 2016. Han tog sina första världscuppoäng efter att ha kommit 29:a i Otepää i januari 2019 i klassisk sprint. Han uppnådde sitt bästa resultat 2020 i Ruka när han kom på tjugonde plats i klassisk sprint.
Lepistö har vunnit FM-guld i stafett 2018 samt FM-silver i stafett 2015 och 2016. Han vann FM-brons i klassisk sprint 2021.